# Half-Life 2: Deathmatch
Half-Life 2: Deathmatch (HL2DM) är multiplayervarianten av Half-Life 2. HL2DM släpptes samtidigt som Half-Life 2. Spelet går ut på att man ska spela som antingen Motståndsrörelsen eller som The Combine, ensam eller i lag och försöka att döda motståndarna. Då Half-Life 2 saknar det flerspelarläge som fanns i Half-Life med expansioner, så ses HL2DM som det officiella flerspelarläget. Sedan spelet släpptes så har det fått ta emot ett flertal uppdateringar innehållande bland annat nya vapen och banor.

## Gameplay
Spelet utspelar sig endast i förstapersonsvy och har en heads-up display som visar nödvändig information för spelaren. Som namnet antyder består huvuddelen av spelet av att döda motståndarna; antingen i lag eller alla mot alla. Alla spelare startar med samma vapen och kan plocka upp fler som finns utspridda på banorna. Blir spelaren dödad så kommer denne tillbaka till livet direkt och kan fortsätta spela. 
Det finns även banor som går ut på att man som ett lag ska döda NPCs och utföra uppdrag.

### Vapen
Man använder i stort sett samma vapen som i Half-Life 2 men med några nyheter. Man startar med kofot/stunstick, The Gravity Gun, pistol, k-pist och några granater. Fler vapen, bland andra raketgevär, hagelgevär och armborst finns att plocka upp på banorna under spelets gång. De mer effektiva vapnen, såsom raketgeväret och armborstet är ofta svårare att få tag i än de andra och är högt eftertraktade av spelarna.

### Banor
Liksom till andra Source-baserade spel så finns det ett stort antal banor skapade av både Valve själva och av spelarna. När spelet släpptes fanns det endast två officiella banor; Overwatch, som utspelar sig i ett kvarter i City 17 kring ett sönderbombat kontorshus och Lockdown som innehåller delar av Nova Prospekt. Allteftersom släppte Valve fler banor. Den första nya var Steamlabs som utspelar sig i en industribyggnad med trånga gångar, catwalks och stora lagerutrymmen. Den släpptes den 17 februari 2006 och var den första i en rad av officiella banor. Men redan från det att utvecklingsverktygen (Source SDK) släpptes så har spelets fans skapat egna banor.

## Gratis för användare av NVIDIA- och ATI-grafikkort
Användare av ATI- och NVIDIA-grafikkort kan ladda ner Half-Life 2: Deathmatch och några andra spel gratis som en del av reklamkampanjen kring spelet Portal.